# Слёйтер, Карел Филип
Карел Филип Слёйтер (нидерл. Carel Philip Sluiter; 17 ноября 1854, Амстердам — 7 августа 1933, Брюммен) — нидерландский зоолог.

## Ранние годы
Карел Филип Слёйтер родился 17 ноября 1854 год в Амстердаме в семье проповедника Германюса Хенрикюса Слёйтера и его жены Филипы Йоханны Петронеллы Метелеркамп. Он был вторым ребёнком в семье — у него было три брата и две сестры. Слёйтер посещал реальную школу и университет.

## Карьера
Карел Филип работал в Гейдельбергском университете под руководством Пагенштехера и Гегенбаура, а потом в Лейденском университете, где и получил степень доктора в 1884 году. Предпринял путешествие на Новую Землю, Шпицберген, Ян-Майен и собрал богатый зоологический материал. Затем отправился, в качестве учителя гимназии, в Батавию, на Яве, где устроил маленькую зоологическую лабораторию.
С 1890 года состоял лектором, а с 1898 года профессором Амстердамского университета. Работы его касаются фаунистического и анатомического описания иглокожих, гефирей, асцидий, ракообразных и моллюсков индийской фауны. Он исследовал также вопрос об образовании коралловых рифов. Им обработаны асцидии, собранные в путешествии Земона в Гвинею и Молукки, асцидии и звёздчатые черви из экспедиции Макса Вебера в Южную Африку; звёздчатые черви, собранные принцем Альбером Монакским, и асцидии из экспедиции Шауинсланда в Австралию.

## Личная жизнь
Слёйтер был женат дважды. Его первой супругой была Сюзанна Петронелла Край, уроженка Амстердама. Их брак был зарегистрирован 27 декабря 1878 года в Амстердаме. У них было двое детей: сын Карел Герман, ставший учителемем, и дочь Катарина Петронелла. В январе 1922 года жена Слёйтера умерла в возрасте 71 года.
В июне 1924 года Карел Филип женился на 43-летней австрийке Элеоноре Эмме Хелене Фоглар. В этом браке детей не было.
Умер в августе 1933 года в поселении Эрбек общины Брюммен.